# 16-й окремий полк підтримки (Україна)
16-й окремий полк підтримки  (16 ОПП, в/ч А2558) — підрозділ оперативного забезпечення сухопутних військ в складі Оперативного командування «Південь».

## Історія
Формування військової частини здійснювалося на базі військової частини 28-ї окремої механізованої бригади. Після формування вона була переміщена в промзону № 5 Семенівської сільської ради Мелітопольського району для постійної дислокації.
В листопаді 2016 року в оперативно-тактичному угрупованні «Південь» відбулись практичні заняття з підрозділами інженерних військ, під час яких сапери вчились встановлювати протитанкові мінні поля з використанням гусеничних мінних загороджувачів ГМЗ-3. Перед цим підрозділ аерозольного маскування приховав район роботи саперів, встановивши лінійну завісу за допомогою димових машин ТДА-М.
В березні 2017 року на одному з військових полігонів Херсонщини особовий склад зведеного загону полку оперативного забезпечення оперативно-тактичного угруповання «Південь» провів практичне заняття із встановлення мінних загороджень. Окрім перевірки спроможностей штатної техніки, військовослужбовці-контрактники набули практичного досвіду зі встановлення мінних загороджень та виконання нормативів зі спеціальної підготовки. У занятті також взяли участь підрозділи РХБЗ, які «прикривали» роботу інженерів постановкою димової завіси.

## Командування
- полковник Купчук Олександр Іванович[8]

## Втрати
- Будник Олег Васильович 17 січня 2019[9].
- 28 січня 2024 — Вовк Ігор. 42 роки, с. Чорний Острів Ходорівської громади. Загинув під час виконання бойового завдання біля села Козачі Лагері Херсонської області [10].